# Heliconia nitida
Heliconia nitida är en enhjärtbladig växtart som beskrevs av Abalo och G.Morales. Heliconia nitida ingår i släktet Heliconia och familjen Heliconiaceae. Inga underarter finns listade.